# Glebocarcinus
Glebocarcinus – rodzaj skorupiaków z infrarzędu krabów i rodziny Cancridae.

## Taksonomia
Takson ten wyróżnił w 1975 J. Dale Nations jako podrodzaj w rodzaju Cancer. Później został on wyniesiony do rangi osobnego rodzaju. Nations zaliczył tu 5 gatunków, z których G. tumifrons przeniesiono do rodzaju Anatolikos, G. balssi zsynonimizowano z Platepistoma anaglyptum, a przynależność rodzajowa G. allisoni jest niepewna, gdyż opisano go jedynie na podstawie fragmentu szczypców. W związku z tym zalicza się tu obecnie tylko 2 gatunki:
- Glebocarcinus amphioetus (Rathbun, 1898)
- Glebocarcinus oregonensis (Dana, 1852)

## Opis
Kraby te mają karapaks o długości wynoszącej ¾ jego największej szerokości, o powierzchni z wyraźnymi, wypukłymi, gęsto ziarenkowanymi regionami, porozdzielanymi szerokimi bruzdami. Krawędź frontalna nie wystaje przed orbitalne, a łączna długość tych krawędzi wynosi około 46% największej szerokości karapaksu. Na krawędzi frontalnej znajduje się włącznie z wewnętrznymi orbitalnymi 5 kolców, z których środkowy wyrasta niżej niż pozostałe. Po 9 ostrych, oddzielonych do nasady i skierowanych ku przodowi kolców znajduje się na obu krawędziach przednio-bocznych. Proste lub lekko wklęsłe krawędzie tylno-boczne są obrzeżone i mają po 2 małe kolce. Tylna krawędź karapaksu jest prosta i również obrzeżona. Szczypce są krótkie i wysokie, mają krótkie propodity z czterema ziarenkowatymi wyrostkami na krawędzi górnej, pięcioma rzędami guzków na powierzchni zewnętrznej i gładką krawędzią dolną. Oba palce mają na krawędziach tnących tępe ząbki, przy czym te na palcu ruchomym są bardzo małe, a te na nieruchomym duże. Palec nieruchomy jest krótki z dwoma rządkami guzków, zaś nieruchomy hakowaty na wierzchołku i z dwoma rzędami ziarenek.

## Rozprzestrzenienie
Oba gatunki występują w północnej części Oceanu Spokojnego.